# Acorazado Caio Duilio (1916)
El Caio Duilio fue un acorazado Italiano de la clase Andrea Doria que sirvió en la Regia Marina durante la Primera Guerra Mundial y la Segunda Guerra Mundial. Recibió su nombre en honor al comandante de la flota romana Gaius Duilius.

## Construcción

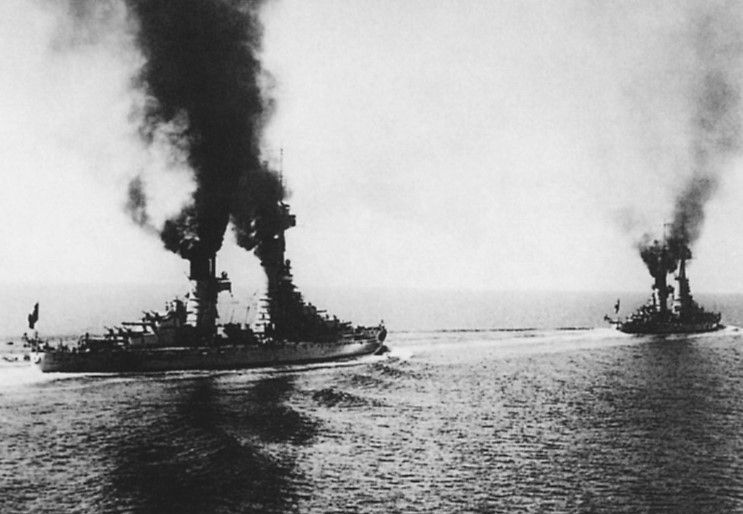
acorazados Andrea Doria y Caio Dulio

Fue construido como un acorazado de 29 861 toneladas con 13 cañones de 305 mm/46, junto a su gemelo, sufrió una gran reestructuración entre 1937 y 1940, que los convirtieron en dos buques nuevos y distintos, que incluía la capacidad de portar hidroaviones.
Entre otros cambios, recibieron cada uno 10 cañones de 320 mm/44 para substituir a las anteriores 13 de 305 mm/46 (se retiró la torre triple central), para equiparar su calibre a los buques franceses de la clase Dunkerque.

## Historial
El Caio Duilio fue dañado por un torpedo durante la Batalla de Tarento. Fue remolcado a Génova para reparaciones que duraron a 6 meses, y por escaso margen, pudo escapar de un bombardeó británico en febrero de 1941. en diciembre de 1941, el Caio Duilio participó en la primera batalla de Sirte. Fue puesto en reserva en 1942 debido a pérdidas de combustible. Tras el armisticio con los aliados en 1943, el Caio Duilio fue utilizado como buque de entrenamiento, finalmente, tras 41 años de servicio, el antiguo dreadnought, en ese momento viejo y gastado, fue desguazado en La Spezia en 1957.